# Klaus Thunemann
Klaus Thunemann, né le 19 avril 1937 à Magdebourg, est un bassoniste allemand.

## Biographie
Klaus Thunemann naît le 19 avril 1937 à Magdebourg,.
Il commence son apprentissage de la musique par le piano avant de se tourner vers le basson à l'âge de dix-huit ans. Il étudie avec Willi Fugmann à la Musikhochschule de Berlin-Ouest, où il obtient son diplôme en 1961,.
Entre 1962 et 1978, Klaus Thunemann est basson solo de l’Orchestre symphonique de la NDR à Hambourg. Il se produit également avec les Deutsche Bachsolisten (en) et constitue avec Paul Meisen (de), Ingo Goritzki (en) et Hedwig Bilgram un ensemble de musique de chambre,.
Comme interprète, il mène une carrière de soliste et chambriste, collaborant avec des musiciens tels Heinz Holliger et Karl Leister, et enregistre de nombreux disques,.
En tant que pédagogue, il est considéré comme le chef de file de l'école allemande de basson. Klaus Thunemann enseigne à partir de 1970 à la Hochschule für Musik de Hanovre, où il devient professeur en 1978, puis à la Hochschule für Musik Hanns Eisler de Berlin à compter de 1996, où sa classe connaît une réputation internationale,.